# Будинок Лещинського

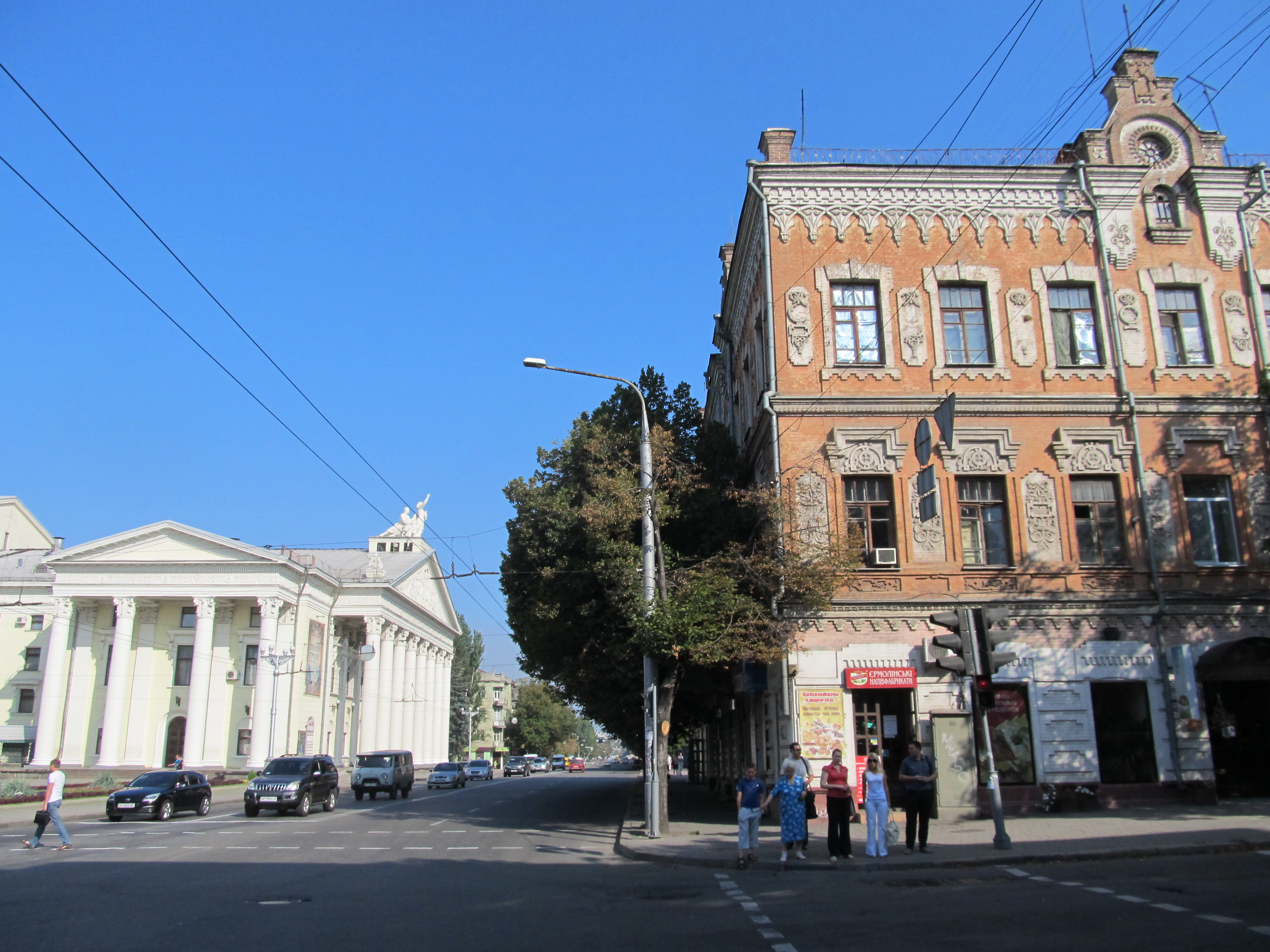
Фасад по вул. Троїцькій.
Фото Анатолія Мережко, 2013

Будинок Лещинського — триповерхова будівля в Олександрівському районі Запоріжжя за адресою Соборний проспект, 52. Побудовано як прибутковий будинок для купця Я. Лещинського в 1901 році. Фотографії будівлі широко представлені на видах старого Олександрівська. Об'єкт культурної спадщини місцевого значення.

## Перші декади XX століття
Будівля займає домінуюче кутове розташування на перетині Соборного проспекту і вулиці Троїцької (раніше пр. Леніна і вул. Чекістів). Прибутковий будинок був побудований в 1901 році для потомственого громадянина, купця першої гільдії Я. І. Лещинського (Лящінського ), якому належали в Олександрівську п'ять будівель. Це був перший триповерховий прибутковий будинок Олександрівська. У 1905 році під час єврейських погромів будинок був спалений. Будинок був повністю відновлений в 1908 році за первинним проектом. Згідно із старими фотографіями, щипці обох вуличних фасадів були оформлені годинниками, що нині не збереглися, балкони фасадів мали вигляд еркерів, крайній бічний отвір на першому поверсі фасаду по вул. Троїцькій функціонував як наскрізний проїзд у двір (пізніше було закладено).
На нижніх поверхах відкрили комерційні заклади, серед яких був біограф (кінематограф) Н. Пулавського, Наума Цфасмана — батька джазмена Олександра Цфасмана. Квартири в верхніх поверхах призначалися для здачі. В одній з них в кінці 1913 року — початку 1914 спільне життя зі своєю майбутньою дружиною Оленою почав Леонід Утьосов.
У 1917—1918 роках в будинку містилася перша олександрівська Рада робітничих і солдатських депутатів. З червня 1917 Рада видавала газету «Єднання», з жовтня того ж року — газету «Олександрівська думка», редакції яких перебували в будинку Лещинського. У 1917—1918 в будинку працював Олександрівський комітет РСДРП (б), Олександрівський робочий університет, в 1920 — Палац праці.

## Подальші події
На першому поверсі будівлі знаходилися магазини, серед яких був особливо відомий кондитерський магазин «Білочка». Другий і третій поверхи будинку за радянських часів віддали під житло запорожцям.
У 2016 році прибудова до будинку з боку скверу імені Шевченка була прикрашена стінним розписом «Чарівник».
Про красу і популярності будівлі свідчить той факт, що з приблизно півтораста відомих листівок старого Олександрівська, майже на половині є зображення будинку Лещинського.
У 2017 році мешканці будинку звернулися до ЗМІ, повідомивши про наміри будівництва триповерхового готелю у дворі між двома пам'ятниками архітектури — будинком Лещинського і колишньої синагоги Лещинського.